# プール県
プール県(プールけん、Pool Department)は、コンゴ共和国の県。県都はキンカラ。人口は約39万人（2023年）。
反政府組織であるレジスタンス国民会議が活動の拠点としており、2016年にはプール戦争が発生した。

## 地理
北をプラトー県、西をレクム県およびブエンザ県、南を首都ブラザヴィル及びコンゴ民主共和国と接する。他にキンダンバやミンドゥリ、ボコなどの町がある。県名は県南部にあるスタンリープール（マレボ湖）に由来する。

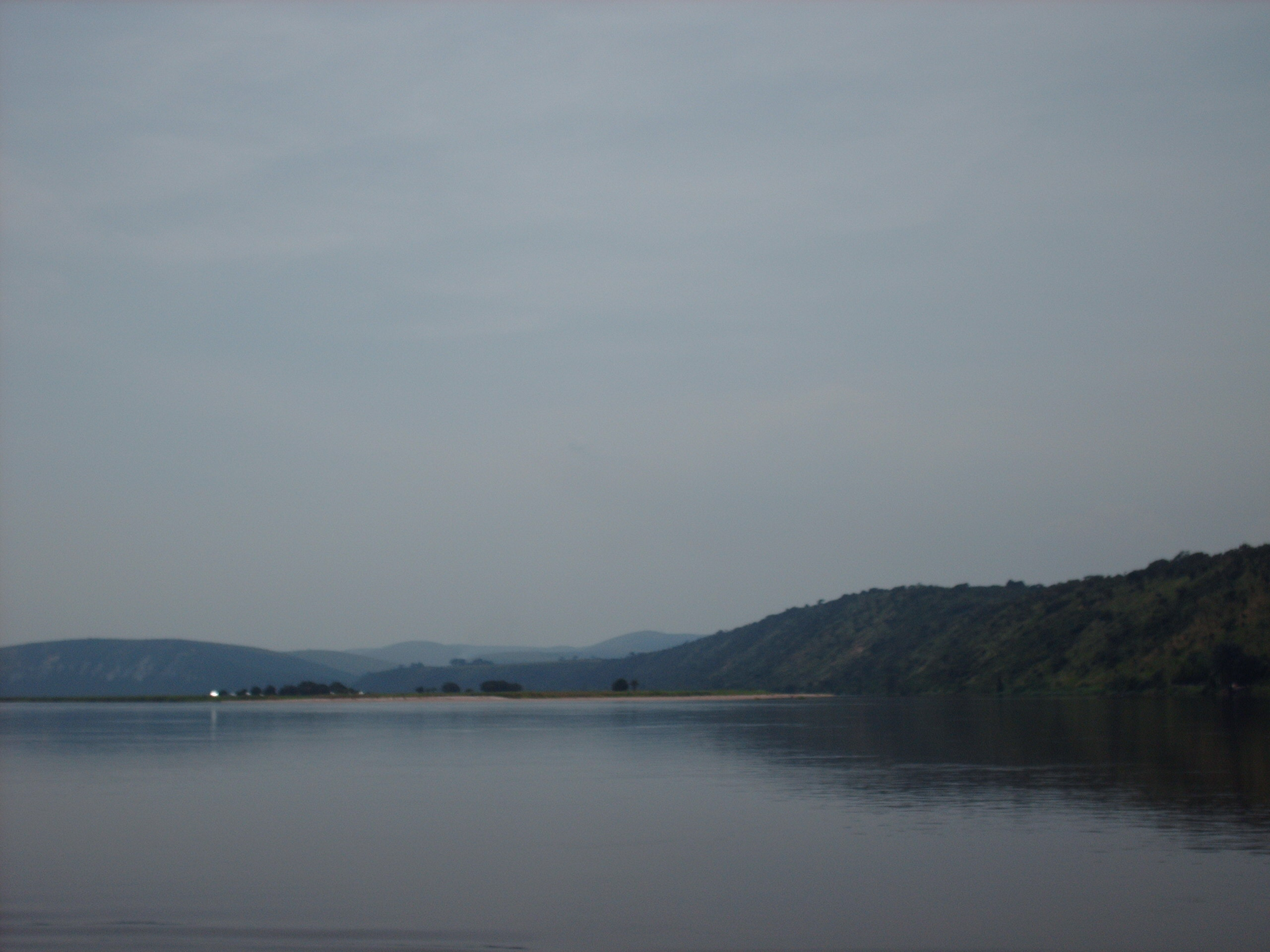

## 下位行政区画
プール県は、キンカラ、ボコ、キンダンバ、ミンドゥリ、マヤマ、ンガベの6郡からなる。